# Rui Cristino da Silva
Rui Cristino da Silva (Lisboa, 1948 — ) é um desenhador visualizador, maquetista, criativo designer e um dos expoentes, em Portugal, do fotorrealismo, uma escola de pintura que transporta com bastante fidelidade para o meio pictórico imagens originalmente obtidas com uma câmera fotográfica. Descendente de uma família ligada às artes, onde se destacam João Cristino da Silva, Pintor da Corte do Rei D. Fernando II, João Ribeiro da Silva, Pintor, Arqueólogo e Professor e que fez parte do Grupo do Leão; Arquiteto Luís Cristino da Silva e seu pai o Poeta Mário Cristino da Silva.
Biografia de Rui Cristino da Silva 
Exposição de pintura retrata orla costeira de Sintra 
Exposição Um Olhar sobre Coimbra 